# Natuurpark Babia y Luna

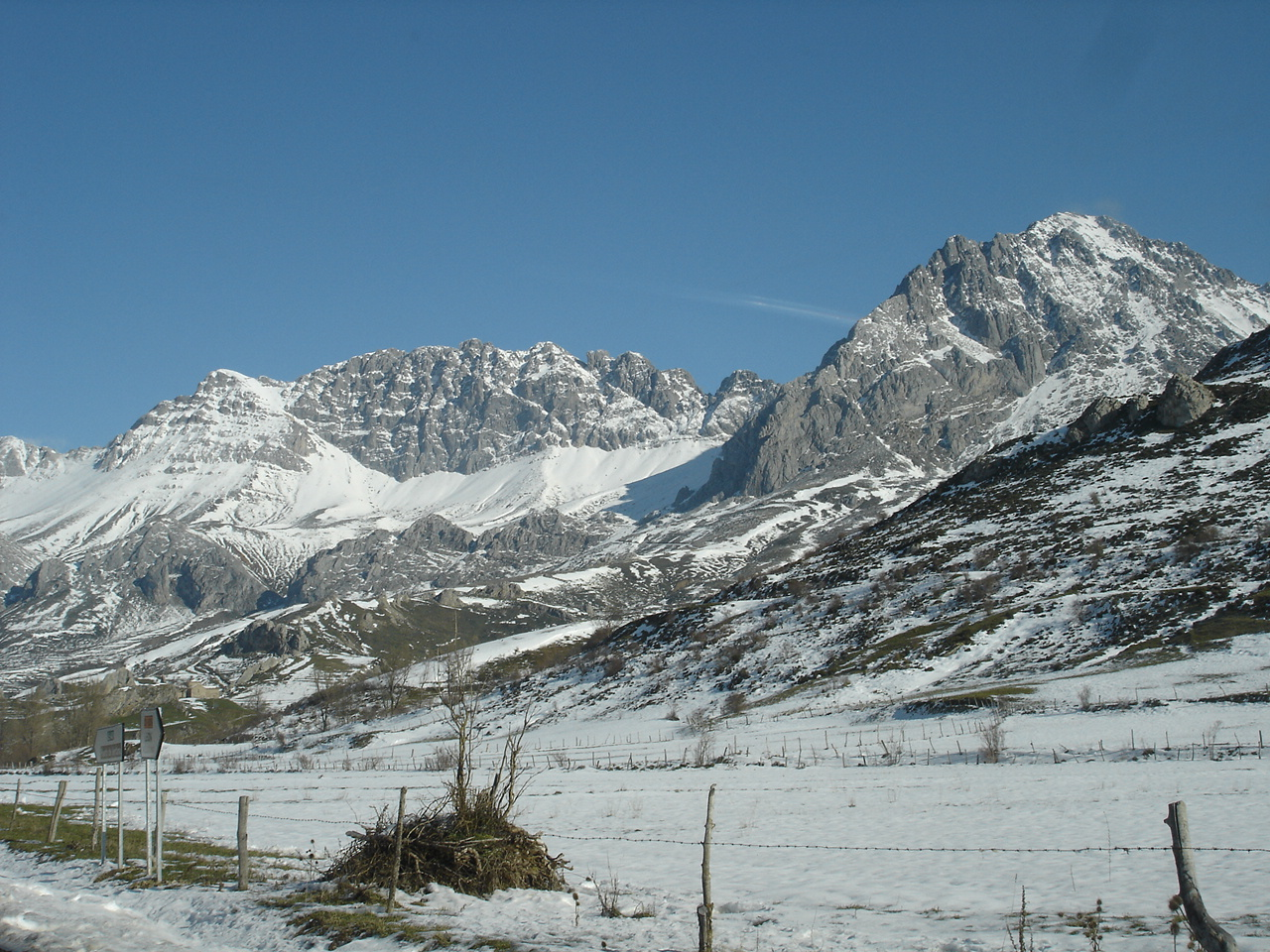

Het Natuurpark Babia y Luna (Spaans: Parque natural de Babia y Luna) is een natuurpark in Castilië en León in Spanje. Het natuurpark werd opgericht in 2015 en is 57757 hectare groot. Het natuurpark omvat bergen van het Cantabrisch gebergte. In het park komt bruine beer, auerhoen, otter, edelhert, gems voor.